# Buta Palace
Pour les articles homonymes, voir Buta (homonymie).
Le Buta Palace est l'un des principaux centres d'arts et lieux musicaux de Bakou. Il se compose de deux salles et d'un parking de 800 places. La plus grande salle au style caravansérail peut accueillir environ 2 000 visiteurs ; l'autre destinées aux conférences et présentations 400 visiteurs. La taille de la plus grande salle est de 1 572 m² et celle de l'autre est de 652 m².
Le Buta Palace a accueilli un certain nombre d'évènements dont les demi-finales et finales de qualifications pour l'Eurovision et des performances d'artistes divers (David Vendetta, Pitbull, 50 Cent, G-Unit, Akon, Chris Willis et d'autres).